# (38402) 1999 RP197
1999 RP197 (asteroide 38402) é um asteroide da cintura principal. Possui uma excentricidade de 0.07236880 e uma inclinação de 8.48792º.
Este asteroide foi descoberto no dia 8 de setembro de 1999 por LINEAR em Socorro.